# Porte de Boulogne
La porte de Boulogne est une porte de Paris, en France, située dans le bois de Boulogne et rattachée au 16e arrondissement. 

## Situation et accès
La porte de Boulogne est localisée à 1,2 km à l'ouest de la porte d'Auteuil et à 300 m au sud-est de la porte de l'Hippodrome. Elle se situe à l'extrémité ouest de l'avenue de la Porte-d'Auteuil et du boulevard d'Auteuil aux confins nord de Boulogne-Billancourt et de Paris.
La porte de Boulogne n'a aucun accès aux voies du périphérique.

## Historique
Étant l'une des porte d'entrée sud du bois, elle ne faisait pas partie de l'enceinte de Thiers.
Située autrefois sur le territoire de Boulogne-Billancourt, elle est annexée à Paris par décret du 3 avril 1925.
S'y trouvent deux des anciens pavillons d'entrée du bois de Boulogne, créés par l'architecte Gabriel Davioud dans le cadre des travaux haussmanniens, sous lesquels a lieu le réaménagement du bois.